# Sai zio
Sai zio è un singolo del gruppo musicale italiano Club Dogo, pubblicato il 7 novembre 2014 come terzo estratto dal settimo album in studio Non siamo più quelli di Mi fist.

## Descrizione
Quarta traccia di Non siamo più quelli di Mi fist, Sai zio è caratterizzato da un campionamento dal noto brano di Zucchero Fornaciari Overdose (d'amore), presente in Oro, incenso e birra (1989).
Una versione remixata del brano, realizzata in duetto con il rapper Emis Killa, è stata inserita nella riedizione di Non siamo più quelli di Mi fist pubblicata nel mese di maggio 2015.

## Video musicale
Il 5 novembre 2014 i Club Dogo hanno reso disponibile per la visione una breve anteprima del videoclip. Una settimana più tardi, il videoclip è stato pubblicato attraverso il canale YouTube del gruppo.
Diretto da Fabio Berton e prodotto da Gianluca Fadda, il video mostra principalmente il gruppo interpretare il brano all'interno di una palestra.